# Vampire's Kiss
Vampire’s Kiss is een Amerikaanse horror-komedie uit 1989 onder regie van Robert Bierman. Hiervoor werd hij genomineerd voor de prijs voor beste film op het Filmfestival van Sitges 1989, waar hoofdrolspeler Nicolas Cage daadwerkelijk de prijs voor beste acteur won. Cage werd daarnaast genomineerd voor een Independent Spirit Award.

## Verhaal
Peter Loew (Nicolas Cage) is een ambitieuze literaire agent. Zijn leven bestaat uit het nastreven van rijkdom en status overdag en het in discotheken veroveren van onenightstands 's nachts. Het gaat niet zo goed met Loews geestelijke gezondheid en daarom bezoekt hij regelmatig therapeute Dr. Glaser (Elizabeth Ashley). Hij gelooft dat een van zijn veroveringen genaamd Rachel (Jennifer Beals) een vampier was en denkt nu zelf ook daarin te veranderen.

## Rolverdeling
| Acteur                | Personage      |
| --------------------- | -------------- |
| Nicolas Cage          | Peter Loew     |
| Maria Conchita Alonso | Alva Restrepo  |
| Jennifer Beals        | Rachel         |
| Elizabeth Ashley      | Dr. Glaser     |
| Kasi Lemmons          | Jackie         |
| Bob Lujan             | Emilio         |
| Jessica Lundy         | Sharon         |
| Johnny Walker         | Donald         |
| Michael Knowles       | Andrew         |
| John Michael Higgins  | Ed             |
| Rex Robbins           | Sidney Langdon |
| Cheryl Henry          | Judy           |
| Jerry Rector          | Larry          |